# سرعت رسوب گلبول قرمز
سرعت رسوب گلبول قرمز(به انگلیسی: Erythrocyte sedimentation rate) یا ESR یک ساعته سرعت ته‌نشینی و رسوب گلبول‌های سرخ موجود در خون موجود در محیط آزمایشگاهی که با فاکتور  انعقادی  ترکیب شده، در مدت یک ساعت است و برحسب میلی‌متر در ساعت سنجیده می‌شود. اندازه‌گیری این پارامتر در پزشکی یکی از مهم‌ترین و متداول‌ترین آزمایش‌های خون است و نشان دهنده وجود بیماری‌های غیر التهابی است. افزایش سرعت رسوب گلبولی ناشی از تغییر نسبت پروتئین‌های پلاسما است که ناشی از نقصان نسبت آلبومین به گلوبولین و فیبرینوژن (افزایش گلوبولین و فیبرینوژن یا کاهش آلبومین) می‌باشد.اگر ESR مثبت باشد نشان می‌دهد که فرد دچار بیماری خودایمنی نمی باشد .

## تاریخچه
هرچند امروزه از روش‌های خودکار برای انجام این آزمایش استفاده می‌شود، ولی روش دستی را اولین بار پزشک لهستانی Edmund Biernacki در سال ۱۸۹۷ میلادی معرفی نمود ولی کاربرد اصلی آن در سال ۱۹۱۸ توسط Fåhræus و Westergren بیان گردید و در دنیای انگلیسی زبان به تست وسترگرن مشهور است. در سال ۱۹۶۸ Wintrob و Landsberg تغیراتی در روش انجام آزمایش داده‌اند.

## روش کار
به‌طور خلاصه در آزمایش دستی ای اس آر از دو روش استفاده می‌شود. در روش اول از خون رقیق نشده مخلوط با اتیلن دی آمین تترا استیک اسید (EDTA) و در روش دوم از خون رقیق شده مخلوط با سیترات سدیم استفاده می‌شود. مخلوط را در پیپت‌های ۲۰۰ میلی‌لیتری که مدرج شده‌اند، ریخته و در ساعت اول و دوم مقدار رسوب گلبول‌ها را اندازه‌گیری می‌کنند. روش استاندارد بین‌المللی همان روش وسترگرن است که از سیترات سدیم استفاده می‌شود.

## موارد استفاده
آزمایش ای‌اس‌آر اختصاصی بیماری خاصی نبوده و در اغلب بیماری‌های التهابی و مفصلی و عفونت‌ها مقدار آن افزایش می‌یابد. از این آزمایش هم برای تشخیص و هم برای پایش نتیجه بخشی درمان بیماری استفاده می‌گردد و سیر نزولی آن در حین درمان، می‌تواند نشانه مؤثر بودن درمان باشد.

## مقدار طبیعی
مقدار ESR بر اساس سن و جنس فرد متفاوت است اما بطور کلی مقادیر کمتر از ۲۰ میلی‌متر در ساعت، طبیعی در نظر گرفته می‌شود و مقادیر بیشتر از ۴۰ میلی‌متر در ساعت غیرطبیعی بوده و نیاز به بررسی بیشتر دارد. مقادیر بین ۲۰ تا ۴۰ ممکن است طبیعی یا غیرطبیعی باشد که باید براساس وضعیت و شرایط بیمار بررسی گردد.